# ビジネススーツを着て空中浮遊している男性の絵文字

Notoにおける表現

ビジネススーツを着て空中浮遊している男性の絵文字（ビジネススーツをきてくうちゅうふゆうしているだんせいのえもじ、Man in Business Suit Levitating、🕴）は、背広を着て中折れ帽を被った男が空中浮揚する姿をかたどった絵文字である。Webdingsに導入されたのが初出で、2014年にUnicodeに取り入れられた。

## 開発

### Webdings
この絵文字の初出は、1997年に発表されたフォントWebdingsである。Webdingsは、Internet Explorer 4の開発チームによって開発された、230個の絵文字を収録するフォントである。この絵文字をデザインしたのは、Comic SansやTrebuchet MSも手がけたヴィンセント・コナーレである。コナーレによれば、この絵文字は「ジャンプ」というキーワードを表すものとしてデザインされ、コナーレのお気に入りのバンドの一つだったスペシャルズのLPレコードのジャケットにある2トーン・レコードのロゴに描かれた男の姿を元にしている。2トーン・レコードの男の姿は、レゲエバンドのボブ・マーリー&ザ・ウェイラーズの1964年の写真に写っていたレゲエミュージシャンのピーター・トッシュを描いたものだった。
Webdingsでは、通常のフォントで小文字の"m"が収録されているコードポイントにこの絵文字が収録されている。

### Unicode
この絵文字が初登場したWebdingsの発表の17年後の2014年、ほかのWebdingsやWingdingsの絵文字とともに、この絵文字はU+1F574 🕴 man in business suit levitatingとしてUnicode(Unicode 7.0)のその他の記号及び絵記号ブロックに収録された。

## 受容
2014年にUnicodeに導入された直後の『ニューヨーク・マガジン』で、この絵文字が「喜びのジャンプ」や「謎」の意味で使用され、一部のネットユーザーから「メン・イン・ブラックの絵文字」と呼ばれていると報じられた。2015年、『Bustle』誌に、ダーシャ・フェイヴィノヴァ(Dasha Fayvinova)がこの絵文字を含む文章を多くの人にメールし、それがどのような意味で解釈されたかを考察する記事が掲載された。
2016年7月、インドのニュースサイトThe News Minuteで、インドのWhatsAppの一部のユーザーが、この絵文字が、ラジニカーントが演じる当時公開予定だった映画『帝王カバーリ』の主人公を表したものだと誤解していると報じられた。
2021年、BBCの番組において、ピーター・トッシュの子供であるアンドリュー・トッシュとニアンベ・マッキントッシュにこの絵文字が2人の父に由来するものであることが伝えられ、2人は好意的な反応を示した。

## 符号位置
| 記号 | Unicode | JIS X 0213 | 文字参照            | 名称                            |
| ---- | ------- | ---------- | ------------------- | ------------------------------- |
| 🕴    | U+1F574 |            | &#x1F574; &#128372; | MAN IN BUSINESS SUIT LEVITATING |